# 武藤善則
武藤 善則（むとう よしのり、1967年3月21日 - ）は、日本中央競馬会（JRA）美浦トレーニングセンターに所属する調教師で元騎手。
娘は歌手の武藤彩未。息子はJRA騎手の武藤雅。

## 来歴
1982年にJRA競馬学校騎手課程第1期生として入学。同期には柴田善臣や石橋守がいる。1986年に騎手免許を取得し、黒坂洋基厩舎所属としてデビュー。初騎乗は同年3月2日の中山競馬第3競走でハイエースシロー（13頭中7着）、初勝利は3月15日の中山競馬第4競走で同じくハイエースシローであった。
2001年に調教師免許を取得し引退。騎手成績は2,865戦154勝、そのうち重賞は1勝で1989年1月5日施行の日刊スポーツ賞金杯をニシノミラーで勝っている。この金杯は昭和時代の中央競馬最後の重賞競走のひとつであり、スポーツニッポン賞金杯をカツトクシンで勝った松永幹夫とともに昭和最後の中央競馬重賞勝利騎手のひとりである。
2003年に厩舎を開業。初出走は同年3月2日の中山競馬第7競走でフジノラブリーで13着、初勝利は同年4月19日福島競馬第11競走でオトコノユウジョウ。のべ20頭目であった。
2008年12月20日、3回中京競馬3日目第11競走の愛知杯、セラフィックロンプが管理馬として重賞初制覇。騎手を務めた宮崎北斗も重賞初騎乗で初優勝と初物尽くしの勝利であった。

## 騎手成績
| 通算成績 | 1着 | 2着 | 3着 | 騎乗数 | 勝率 | 連対率 |
| -------- | --- | --- | --- | ------ | ---- | ------ |
| 平地     | 154 | 195 | 207 | 2860   | .054 | .122   |
| 障害     | 0   | 0   | 2   | 5      | .000 | .000   |
| 計       | 154 | 195 | 209 | 2865   | .054 | .122   |

|            | 日付           | 競馬場・開催  | 競走名         | 馬名             | 頭数 | 人気 | 着順 |
| ---------- | -------------- | ------------- | -------------- | ---------------- | ---- | ---- | ---- |
| 初騎乗     | 1986年3月2日   | 2回中山4日3R  | 4歳新馬        | ハイエースシロー | 13頭 | 9    | 7着  |
| 初勝利     | 1986年3月15日  | 2回中山7日4R  | 4歳新馬        | ハイエースシロー | 13頭 | 8    | 1着  |
| 重賞初騎乗 | 1987年10月25日 | 2回福島8日11R | カブトヤマ記念 | リンドユウホウ   | 11頭 | 11   | 9着  |
| 重賞初勝利 | 1989年1月5日   | 1回中山1日11R | 金杯           | ニシノミラー     | 15頭 | 6    | 1着  |
| GI初騎乗   | 1989年4月16日  | 3回中山8日10R | 皐月賞         | エイシンハンター | 20頭 | 15   | 12着 |

### 主な騎乗馬
- ニシノミラー（1988年エプソムカップ3着、1989年金杯（東）・中山記念3着・日経賞3着）
- ツクバセイフウ（1988年・1989年根岸ステークス2着）
- ミナガワイチザン（1990年目黒記念2着）
- アンジェロパテオ（1995年セントライト記念3着）

## 調教師成績
|            | 日付           | 競馬場・開催  | 競走名     | 馬名               | 頭数 | 人気 | 着順 |
| ---------- | -------------- | ------------- | ---------- | ------------------ | ---- | ---- | ---- |
| 初出走     | 2003年3月2日   | 3回中山2日7R  | 3歳500万下 | フジノラブリー     | 13頭 | 12   | 13着 |
| 初勝利     | 2003年4月19日  | 1回福島5日11R | いわき特別 | オトコノユウジョウ | 9頭  | 2    | 1着  |
| 重賞初出走 | 2004年1月31日  | 1回東京1日11R | 根岸S      | オーミヤボレロ     | 15頭 | 15   | 12着 |
| 重賞初勝利 | 2008年12月20日 | 3回中京3日11R | 愛知杯     | セラフィックロンプ | 18頭 | 16   | 1着  |
| GI初出走   | 2006年3月26日  | 1回中京8日11R | 高松宮記念 | カネツテンビー     | 18頭 | 10   | 10着 |

### 主な管理馬
- セラフィックロンプ（2008年、2010年愛知杯）
- ザラストロ（2012年新潟2歳ステークス）
- ラインカリーナ（2019年関東オークス）
- モリアーナ（2023年紫苑ステークス）[2]

## 主な厩舎スタッフ

### かつて所属していたスタッフ
- 大西康子（調教助手。かつて美浦初の女性厩務員として話題となった）
- 大塚栄三郎（調教助手。元騎手）
- 高橋明（調教助手。元騎手）
- 浜野谷憲尚（騎手）